# Slane concert

Le "Slane Concert" (appelé aussi Slane) est un concert organisé depuis 1981 à Slane Castle dans le village de Slane, Comté de Meath, en Irlande. Slane se situe entre Navan et Drogheda, à environ 45 km au nord-ouest de Dublin.  Les concerts ont lieu généralement durant un samedi du mois d'août, de midi à 22h00.
Les courbes naturelles du château de Slane forment un amphithéâtre naturel et peuvent accueillir 80 000 personnes.
L'année 2001 a été la seule où le concert, en l'occurrence celui de U2, eu lieu deux fois en un an. En 2005, le concert a été annulé après que le chanteur vedette Eminem est entré en centre de réhabilitation contre les drogues.
L'une des limites naturelles de cet amphithéâtre naturel est la Rivière Boyne. Plusieurs personnes se sont noyées en tentant de traverser le fleuve pour accéder gratuitement au concert, y compris durant le concert du groupe R.E.M. en 1995.

## DVD et Vidéo
- Bryan Adams : Live at Slane Castle (DVD)
- Red Hot Chili Peppers : Live at Slane Castle (DVD)
- U2 : U2 Go Home: Live from Slane Castle (DVD)
- Robbie Williams : Live at Slane (DVD)
- Foo Fighters : Everywhere but Home (UMD, partial concert)
- Queen 1986 63 min audience vidéo

## Groupes ou artistes qui sont venus plus d'une fois
- Rolling Stones
- U2
- Red Hot Chili Peppers
- Robbie Williams
- Stereophonics
- OASIS

Les groupes ou artistes suivant sont venus plusieurs années mais n'ont jamais été en vedette principale :
- Dara
- James
- Moby
- The Charlatans

## Controverses
En 2004, le concert qui devait se tenir un dimanche, a attiré les protestations de la population de Slane. Les habitants avaient peur que des troubles aient lieu dans le village, troubles qui se sont produits lors du concert de Bob Dylan en 1984 et qui avait lieu lui aussi un dimanche. Les troubles sont dus aux spectateurs qui arrivent la veille, le samedi, et qui consomment de grandes quantités d'alcool avant d'aller au concert le dimanche. La question a été réglée en reportant le début du concert avec de petits concerts en line-up contrairement aux autres années.

## Listes des groupes et artistes

### Années 1980

#### 1981
- Mama's Boys
- U2
- Hazel O'Connor
- Rose Tattoo
- Sweet Savage
- The Bureau
- Megahype

Vedette
- Thin Lizzy

#### 1982
- J. Geils Band
- Chieftains
- George Thorogood and the Destroyers

Vedette
- Rolling Stones

#### 1983
Slane Castle n'a pas eu l'autorisation de faire un concert, le "Slane Concert" a eu lieu au champ de courses de Phoenix Park à Dublin.
- Perfect Crime
- Steel Pulse
- Big Country
- Eurythmics
- Simple Minds

Vedette
- U2

#### 1984
- In Tua Nua
- UB40
- Santana

Vedette
- Bob Dylan
- Invité spécial : Dylan's Encores de Carlos Santana, Van Morrison et Bono.

#### 1985
Vedette
- Bruce Springsteen

#### 1986
- Chris Rea
- Fountainhead
- The Bangles

Vedette
- Queen

#### 1987
- Aslan
- Big Country
- The Grove

Vedette
- David Bowie

### Années 1990

#### 1992
- My Little Funhouse
- Faith No More

Vedette
- Guns N' Roses

#### 1993
- The Blue Angels
- 4 Non Blondes
- James
- Saw Doctors
- Van Morrison
- Pearl Jam

Vedette
- Neil Young

#### 1995
- Luka Bloom
- Spearhead
- Belly
- Sharon Shannon
- Oasis

Vedette
- R.E.M.

#### 1998
- Finley Quaye
- Junkster
- James
- The Seahorses
- Robbie Williams

- Special Guests Manic Street Preachers

Vedette
- The Verve

#### 1999
- Simon Carmody
- David Gray
- Gomez
- Placebo
- Happy Mondays
- Stereophonics

Vedette
- Robbie Williams

### Années 2000

#### 2000
- Macy Gray
- Muse
- Eagle Eye Cherry
- Dara
- Screaming Orphans
- Mel C
- Moby

Vedette
- Bryan Adams

#### 2001
| - Red Hot Chili Peppers - Coldplay - Kelis - JJ72 - Relish Vedette - U2 | - Moby - Ash - Nelly Furtado - The Walls - Dara - Counting Crows Vedette - U2 |

#### 2002
- Ocean Colour Scene
- Nickelback
- Counting Crows
- Doves
- The Revs
- The Charlatans  Special guests

Vedette
- Stereophonics

#### 2003
- Halite
- Morcheeba
- Feeder
- PJ Harvey
- Queens of the Stone Age
- Foo Fighters

Vedette
- Red Hot Chili Peppers

#### 2005
- Paul Oakenfold
- Iggy Pop and the Stooges

Vedette
- Madonna

#### 2007
Vedette
- The Rolling Stones

#### 2009
- Reverend and the Makers
- The Enemy
- Kasabian
- The Prodigy[2]

Vedette
- Oasis [3]

## Note
- (en) Cet article est partiellement ou en totalité issu de l’article de Wikipédia en anglais intitulé « Slane Concert » (voir la liste des auteurs).